# Hadropogonichthys lindbergi
Hadropogonichthys lindbergi es una especie de pez de la familia de los Zoarcidae en el orden de los perciformes.

## Morfología
- Los machos pueden llegar a alcanzar los 37 cm de longitud y a los 100 g de peso.

## Hábitat
Es un pez de mar y de aguas profundas que vive entre los 200-1400 m de profundidad.

## Distribución geográfica
Se encuentra en el Mar de Ojotsk y desde las Islas Kuriles hasta la Bahía de Sagami, Japón .

## Observaciones
Es inofensivo para los humanos. 